# Забиба и царь
«Забиба и царь» (араб. زبيبة والملك‎) — роман, изначально выпущенный на анонимных основах в 2000 году в Ираке, авторство которого было позднее приписано Саддаму Хусейну. В ЦРУ считают, что книгу написали другие авторы по заказу Саддама Хусейна. Книга стала бестселлером в Ираке.

## Сюжет
Основной сюжет заключается в том, что царь Месопотамии влюбляется в простую женщину Забибу («Изюминка» по-арабски). Между ними начинается роман, Забиба рассказывает царю о страданиях простого народа. Царь начинает реформы, которые настраивают против него двор, влиятельных людей, супругу и иностранцев. Протестующие против реформ делают несколько попыток убить правителя, которые благодаря мудрости Забибы оканчиваются неудачей, затем элита поднимает мятеж.
Но мятеж подавляется благодаря восставшему народу и армии. Забиба погибает во время революции 17 января 1991 года, в день начала операции «Буря в пустыне». Тогда представители народа собираются во дворце, чтобы учредить новую демократическую конституцию.
Царь, как и остальные контрреволюционные элементы, отстранен от власти и вскоре умирает.
Главной темой является революция. Критики считают, что Саддам ассоциировал себя с царём в этом романе.
Русский перевод книги был выпущен в 2003 году издательством Амфора.

## Экранизация
Был снят 20 серийный фильм-мюзикл по мотивам романа с одноимённым названием.